# Pseudomys oralis
Pseudomys oralis är en däggdjursart som beskrevs av Thomas 1921. Pseudomys oralis ingår i släktet australmöss och familjen råttdjur. IUCN kategoriserar arten globalt som sårbar. Inga underarter finns listade i Catalogue of Life.

## Utseende
Arten når en maximallängd (huvud och bål) av 16,5 cm. Därtill kommer en nästan lika lång svans. Ovansidan är täckt av grå till gråbrun päls och på undersidan förekommer ljusgrå till vit päls. Huvudet kännetecknas av en avrundad nos och av störa ögon. Det finns en smal mörk ring kring varje öga. Svansen är uppdelad i en mörk ovansida och en krämfärgad undersida. På händernas och fötternas ovansida förekommer vit päls. Antalet spenar hos honor är fyra.

## Utbredning
Denna gnagare förekommer i östra Australien mellan Brisbane och Sydney. Den lever i kulliga områden och i låga bergstrakter mellan 300 och 1250 meter över havet. Habitatet utgörs av öppna skogar eller andra öppna trädgrupper. 

## Ekologi
Pseudomys oralis äter främst växtdelar som örter, frön och blommor som kompletteras med några ryggradslösa djur och svampar. Individerna är aktiva på natten. Pseudomys oralis vilar i ihåliga träd, i epifyter eller under överhängande klippor. Per år föds upp till tre kullar och per kull upp till fyra ungar.
Fortplantningen sträcker sig över den varma årstiden, augusti till mars på södra jordklotet. Arten kan leva upp till tre år.